# Алкен (Па де Кале)
Алкен (фр. Alquines) насеље је и општина у североисточној Француској у региону Нор Па де Кале, у департману Па де Кале која припада префектури Сент Омер.
По подацима из 2011. године у општини је живело 876 становника, а густина насељености је износила 83,35 становника/km². Општина се простире на површини од 10,51 km². Налази се на средњој надморској висини од 100 метара (максималној 211 m, а минималној 83 m).

## Демографија
| 1962. | 1968. | 1975. | 1982. | 1990. | 1999. | 2011. |
| ----- | ----- | ----- | ----- | ----- | ----- | ----- |
| 552   | 606   | 613   | 675   | 745   | 751   | 876   |

График промене броја становника у току последњих година